# Shadow Conspiracy
Shadow Conspiracy (bra: Conspiração; prt: Conspiração na Sombra) é um filme estadunidense de 1997, estrelado por Charlie Sheen, Donald Sutherland, Linda Hamilton e Sam Waterston. Foi o filme final dirigido por George P. Cosmatos, que morreu em 2005. O filme foi mal recebido pelos críticos. Foi lançado em DVD nos Estados Unidos em novembro de 2003 pela  Buena Vista Home Entertainment.

## Sinopse
Situado em Washington, D.C., este filme documenta uma tentativa de tomada de poder pelo chefe de gabinete da Casa Branca, Jacob Conrad. Bobby Bishop é um assessor especial do Presidente dos Estados Unidos que descobre um plano para assassinar o presidente de um ex-professor. O antigo professor de Bobby é assassinado logo depois e Bobby é deixado para tentar descobrir a conspiração por conta própria. Ele recruta sua amiga jornalista Amanda Givens para ajudá-lo a descobrir o mistério e impedir o assassinato.

## Elenco
- Charlie Sheen como Bobby Bishop
- Donald Sutherland como Jacob Conrad
- Linda Hamilton como Amanda Givens
- Richard Bey como Agente
- Ben Gazzara como Vice Presidente Saxon
- Sam Waterston como Presidente dos Estados Unidos
- Nicholas Turturro como Grasso
- Charles Cioffi como General Blackburn
- Stanley Anderson como procurador-geral Toyanbee
- Theodore Bikel como Professor Yuri Pochenko
- Paul Gleason como Blythe
- Terry O'Quinn como Frank Ridell
- Gore Vidal como Congressista Page
- Dey Young como Janet

## Produção
Shadow Conspiracy foi filmado em 12 semanas, com a maioria das principais filmagens sendo realizadas em Richmond, Virgínia, Georgetown, Washington e Baltimore, Maryland.

## Recepção
Shadow Conspiracy recebeu críticas negativas dos críticos. Na revisão do agregador de críticas Rotten Tomatoes, com 28 comentários, o filme tem uma rara índice de aprovação de 0% – o que significa não há comentários favoráveis qualquer - receber uma classificação média de 2,97/10. O filme não se saiu bem nas bilheterias, arrecadando um pouco mais de US$2 milhões no mercado interno.